# Eurodryas commacula
Eurodryas commacula är en fjärilsart som beskrevs av Marcel Caruel 1944. Eurodryas commacula ingår i släktet Eurodryas och familjen praktfjärilar. Inga underarter finns listade i Catalogue of Life.